# Young Buck
David Darnell Brown (n. 15 martie 1981, Tennessee, SUA) cunoscut sub numele de scenă Young Buck, este un rapper american și membru al trupei G-Unit.
În anul 2004 și-a creat propriul studio de înregistrări numit Cashville Records. Este membru fondator al trupei "615".

## Biografie

### Perioada de început
Și-a descoperit calitățile de rapper încă de la 12 ani, însă abia la vârsta de paisprezece ani a pășit pentru prima oară într-un studio de înregistrări. Cu toate că deja începuse cariera de artist, nu abandonase prima sa meserie, cea de dealer de droguri. Mama lui Young Buck este o imigrantă din Iran, el chiar fiind mândru de moștenirea culturală primită din partea mamei sale.
Traficanții mai bătrâni l-au poreclit „Young Buck”, deoarece de foarte tânăr intrase în lumea traficului de droguri și se pricepea foarte bine la acest lucru, fapt dovedit de banii pe care îi câștiga din această preocupare.La vârsta de șaisprezece ani a fost descoperit Brian „Baby” Williams. Nu a durat foarte multă vreme până ce Yung Buck a părăsit liceul pentru a face parte din Cash Money.
Juvenile și Young Buck au părăsit Cash Money în același timp. Young Buck s-a alăturat celor de la UTP Records în vreme ce Juvenile încerca un nou proiect, abandonat însă după niște probleme legale, cu Suge Knight. După o vreme, Young Buck a semnat cu G-Unit.

### Împușcăturile
După ce Young Buck l-a ajutat pe Juvenile, păzindu-i mașinile folosite în videoclipul „Ha”, s-a îndreptat către casă. Nu după multă vreme s-a găsit într-o situație dificilă. Un bărbat a apărut din locul de unde Young Buck obișnuia să vândă droguri și l-a împușcat pe rapper de două ori. Buck povestind această întâmplare:
„Nenorocitul a intrat peste mine în casă, pe la 4-5 dimineața. Eram întins pe jos în mijlocul sufrageriei iar el era deasupra mea amenintându-mă cu un AK sau Mac . Nu aveam nici o posibilitate de a mă apara așa că m-am ridicat de jos și am fugit spre bucătărie. Am avut noroc, un prieten de-al meu se afla prin zonă și a reușit să mă scape de acel nebun. Am fost împușcat de două ori,în mână și în picior. Din cauza drogurilor pe care le aveam în casă, abia dupa 45 de minute am reușit să ajung la un spital.”

## Albume

### Straight Outta Cashville
După un an petrecut alături de G-Unit , Young Buck și-a lansat albumul de debut, „Straight Outta Ca$hville”, Ca$hville fiind o deviere de nume a orașului său natal Nashville, Tennessee.
Young Buck declară:
„M-am inspirat după câtecul celor de la N.W.A. „Straight Outta Compton”. „Straight Outta Cashville” vorbește de la sine. Iți arată calea pe care am ales să o urmez.”
Producția pieselor a fost asigurată de Three 6 Mafia, Lil Jon, Kon Artis și alții. Pe album mai apar și artiști precum Stat Quo, Lil Flip, David Banner, Ludacris, 50 Cent, Lloyd Banks, Tony Yayo, Kon Artis.
Albumul însă nu a beneficiat de o promovare intensă după luna noiembrie din cauza incidentului de la VIBE Awards, rezultat cu arestarea lui Young Buck pentru asalt.
„Straight Outta Ca$hville” a primit din partea RIAA discul de platină. având vânzări de peste 1.1 millioane copii în U.S.A  și 2.3 millioane copii în restul lumii.

### Al doilea album
Al doilea album al lui Young Buck, „Buck the World” a fost lansat pe data de 27 martie 2007. Titlul albumului este un joc de cuvinte provenite de la fraza inițială „Fuck the World”.
Producția cântecelor a fost facută de Dr. Dre, Jazze Pha, J.U.S.T.I.C.E. League, Polow Da Don, Lil Jon iar printre invitați apar 50 Cent, Chester Bennington de la trupa Linkin Park, Young Jeezy, Bun B, Trick Daddy, Lyfe Jennings, T.I., Eightball & MJG.
„Buck the World” a debutat pe locul 3 în topul Billboard 200 și numărul 1 în topul albumelor R&B/Hip-Hop, înregistrând 141,083 de copii vândute în prima săptămână de la lansare.

## Controverse

### Incidentul de la VIBE Awards
Pe data de 15 noiembrie 2004, Jimmy James Johnson l-a acostat pe Dr. Dre în timpul decernării premiilor VIBE, cerându-i acestuia un autograf înainte să urce pe scenă. Cum Dr. Dre a refuzat, Johnson l-a lovit în ceafă și apoi a fugit spre cea mai apropiată ieșire. După toata nebunia creată,a pretins ca Young Buck l-a injughiat în piept.
După ce o probă video a fost adusă de la ceremonia decernărilor, secția de poliție din Santa Monica a eliberat un mandat de arestare pentru el, riscând până la 8 ani de închisoare pentru asalt. Într-o audiere preliminară, s-a ajuns la concluzia că nu sunt destule probe pentru un proces. În decembrie 2005, avocatul lui Young Buck a declarat că acuzațiile au fost nefondate.

### The Game
După ce The Game a fost exclus din trupa G-Unit pe motivul că nu a fost loial trupei, Young Buck i-a făcut cunoștința lui Spider Loc cu 50 Cent. Spider Loc a semnat ulterior contractul cu G-Unit Records, practic înlocuindu-l pe The Game.După acest episod The Game a lansat piesa „240 Bars” în care îi insultă pe Spider Loc și Young Buck. Young Buck a răspuns atacului prin piesa „The Real Bitch Boy”, fiind o colaborare cu Spider Loc, utilizând și un beat din piesa lui The Game, „Where I'm from”. În cântec, Young Buck spune ca nici nu îl cunoștea pe The Game când i-a menționat numele în cântecul din 2004 „Poppin' Them Thangs”. Deasemea, Young Buck vorbește și despre meseria anterioară a lui The Game, cea de stripper. În final menționează că The Game îi datorează succesul său lui 50 Cent.
Scandalul avea să continue, fiind lansate mai multe piese cu ținte în ambele tabere. În februarie 2007, The Game și Young Buck au intrat intr-o altercație verbală, în timpul desfășurării NBA All-Star Weekend în Las Vegas.
Imediat după acestă întâmplare, existau zvonuri despre o eventuală împăcare între G-Unit și The Game. Acest zvon a fost dezmințit de Young Buck prin declarația: „Cred că își sapă propria lui groapă, el niciodată nu o să mai capete vreun cuvânt de la mine, așa că ne pierdem vremea dacă vorbim de vreo împăcare.”
Pe data de 24 martie 2007 Tony Yayo a fost arestat pentru că l-a bătut pe James „Lil' Henchmen” Rosemond, fiul lui Jimmy „Henchmen” Rosemond, managerul lui The Game. Lil' Henchmen a primit loviturile pe motiv că purta un tricou cu însemnele label-ului Czar Entertainment, care aparține tatălui său. The Game a lansat imediat piesa numită „Body Bags”, țintind către toți membrii G-Unit. Spider Loc a răspuns prin piesa numită with a song called „Toe Tagz”.
Young Buck a mai lansat un cântec jignitor la adresa lui Game, numit „Teach 'Em Bout Playin”, împreună cu C-Bo. Pe piesă, Young Buck spune despre loialitatea sa față de 50 Cent și face declarația : „Iadul va îngheța înainte ca G-Unit să se desființeze”.În prezent cei doi au renunțat la ostilități.

### G-Unit
G-Unit a fost fondată de prietenii din copilărie, Lloyd Banks, 50 Cent și Tony Yayo. Ei l-au întâlnit pe Young Buck atunci când artiștii Cash Money Records au ajuns la New York iar 50 Cent l-a auzit pe Young Buck. După ce 50 Cent a semnat contractul cu Aftermath Entertainment, Young Buck s-a alăturat grupului.
Young Buck a debutat cu succes, colaborând cu 50 Cent pe albumul „Get Rich or Die Tryin'” cu piesa „Blood Hound”. Apoi a apărut și pe albumul de debut al trupei G-Unit, „Beg for Mercy”, albumul primind și două discuri de platină.
Pe data de 8 aprilie 2008, 50 Cent a făcut o declaratie postului de radio Hot 97, prin care declara că Young Buck numai facea parte din grupul G-Unit, dar că încă se numără printre artiștii care aparțin de G-Unit Records.

### Lil Wayne
Young Buck a avut de asemenea un conflict și cu rapperul din New Orleans, Lil Wayne, artist Cash Money Records. Cearta a pornit de la un eveniment la care Young Buck a fost de față, când Lil' Wayne a sărutat un alt bărbat.
Buck și-a spus părerea despre această întâmplare la postul local de radio, iar Lil' Wayne a considerat această ieșire drept o încercare de discreditare.
Young Buck împreună cu Tony Yayo au lansat un cântec numit „Off Parole”, în care îl insultă pe Lil Wayne. Young Buck spune că Lil Wayne nu ar trebui să fie supărat, deoarece a spus adevărul. Young Buck a mai spus de asemenea : „Tu crezi că ai o problemă cu Juve și B.G.; vei avea o devărată problema cu mine”.
Young Buck a explicat situația într-un interviu și a spus :
 „Am spus ce am spus despre Lil Wayne, toată chestia cu sărutul a fost adevărată. Cam atât vă pot spune prin telefon.”
Cearta a reînceput după ce 50 Cent l-a înjurat pe Lil Wayne. Lil Wayne de asemenea a colaborat cu Ja Rule în cântecul „Uh Oh” făcându-l Young Buck să arunce cateva remarci împotriva lui în mixtapeul „G-Unit Radio Part 25-Sabrina's Baby Boy”.
Ulterior Buck a anunțat că neînțelegerile lor au fost rezolvate, pe site-ul HipHopDx.com :
„Am renunțat să mai aduc morții la viață, referindu-se la conflictul cu Wayne. Sincer, în acele momente îmi făcea plăcere să mă distrez pe acest subiect, dar este de ajuns.”

### DJ Khaled
În timpul unui interviu difuzat la „Rap City”, DJ Khaled a fost rugat să aleagă trei albume clasice din opt puse la dispoziție. A ales însă toate albumele, singura excepție fiind „Get Rich or Die Tryin”(albumul lui 50 Cent). DJ Khaled a declarat: 
„Trebuie să fim uniți, dar dacă nu esti de aceeași parte a baricadei cu noi, nu te pot ajuta.”
Drept răspuns, Young Buck a lansat piesa numită „Personal (Unity)” indreptată către DJ Khaled și Terror Squad. În cântec, Young Buck face referire la mulți artiști care apar pe cel de-al doilea album al lui DJ Khaled, „We the Best”.La sfârșitul piesei, Young Buck îi adresează câteva cuvinte lui DJ Khaled : 
„Am încercat să te fac să-mi difuzezi piesele. Miami vrea să mă audă. Toți sunt cu tine acum, dar eu am rămas pe dinafară... Îți înțeleg situația omule, faptul ca esti loial celor din Terror Squad. Și eu sunt loial trupei mele, dar ai în față un hit. Tu ca să câștigi, trebuie să difuzezi hiturile. Așa ca bagă și hiturile mele,asa cum ar proceda orice DJ!”
Într-un interviu mai recent, Young Buck a făcut câteva comentarii despre situația sa cu DJ Khaled :
„El preia scandalul de stradă creat între Fat Joe și G-Unit și îl duce direct în mijlocul afacerilor. Singurul motiv pentru care nu difuzează piesele noaste este Fat Joe. El a creat o chestie anti-G-Unit în timpul pe care il are rezervat în show-ul Rap City.”
Tot în timpul emisiunii „Rap City” care de astă dată era găzduit de 50 Cent, pe data de 12 septembrie 2007, Young Buck a repetat cu viteză laitmovul lui DJ Khaled, puțin modificat : „50 we the best. Listennn!”.
După două zile, tot în aceeași emisiune, lui 50 Cent i-a fost oferită posibilitatea de a alege un clip cu unul dintre rivalii săi și de a comenta acel clip. El a avut de ales între Fat Joe, DJ Khaled, Ja Rule, și The Game, și a ales clipul lui Khaled, în care Khaled spune că nu consideră „Get Rich or Die Tryin'” un album clasic. După clip, 50 spune despre sine că nu s-a considerat niciodată cel mai bun și că niciunul dintre proiectele lui DJ Khaled nu sunt clasice. Apoi Young Buck afirmă:
„Khaled, de ce nu ne asculți pentru un minut. Trebuie să renunți să te mai minți singur. Te păcălești singur. Peste cine iei tu controlul? Oricum, dacă este vorba despre Miami, nu ai nici o șansă. Abia am plecat din Miami, nici măcar nu cred că ești de acolo. Ai putea să fii din Orlando. Dacă nu mă înșel,ai mers la liceu cu câțiva oamenii pe care îi cunosc și eu, așa că știu de unde ești. Ai grijă ce faci și difuzează și hiturile noastre, chiar dacă nu mă placi pe mine, trebuie să le dai oamenilor ceea ce vor să audă.”

## Discografie
- 2004: „ Straight Outta Cashville ”
- 2007: „ Buck the World ”